# Aeroporto di Saarbrücken
L'aeroporto di Saarbrücken (IATA: SCN, ICAO: EDDR), anche chiamato aeroporto Ensheim è l'aeroporto della città di Saarbrücken in Germania, posto 15 km ad est del centro della città.